# Cis reitteri
Cis reitteri is een keversoort uit de familie houtzwamkevers (Ciidae). De wetenschappelijke naam van de soort werd in 2002 gepubliceerd door Lopes-Andrade.